# Ion Gigurtu
Ion Gigurtu (Turnu Severin, 24 de junio de 1886 - Sighetu Marmaţiei, 30 de julio de 1959) fue un político rumano que desempeñó el cargo de primer ministro brevemente durante la dictadura del rey Carol II durante el verano de 1940.

## Comienzos
Hijo de un general del ejército rumano, recibió su educación superior en Alemania, en Friburgo de Brisgovia y Charlottenburg, como ingeniero de minas. Participó en la Primera Guerra Mundial como oficial del ejército rumano, y tras la paz fue diputado en el parlamento rumano desde 1926. Director de la empresa minera Mica asentada en Transilvania, y adinerado empresario, Gigurtu mantenía estrechos contactos económicos con el Tercer Reich.
Miembro del Partido Nacional Cristiano, de ultraderecha antisemita, Gigurtu fue ministro de industria y comercio en 1937-1938, en el gabinete del proalemán Octavian Goga, de obras públicas y comunicaciones, ya durante la dictadura del rey Carol, (1939-1940) y más tarde brevemente ministro de Asuntos Exteriores (junio de 1940). Se le consideraba simpatizante de la Guardia de Hierro.
El 9 de septiembre de 1939 Gigurtu llegó a Berlín a comunicar oficialmente la decisión del Gobierno rumano de mantenerse neutral en la guerra que acababa de estallar y a tratar de convencer al alemán de la conveniencia de proteger las fronteras de Rumanía frente a las apetencias territoriales de sus vecinos, especialmente de la Unión Soviética.
Vencida Bélgica, neutral como Rumanía y a la que esta tomaba como ejemplo, que se rindió el 28 de mayo de 1940, el rey Carol II decidió acelerar el acercamiento rumano a Alemania. El ministro de Asuntos Exteriores, Grigore Gafencu, era partidario del equilibrio entre las grandes potencias pero dimitió, siendo sustituido por Gigurtu, conocido nacionalista, antisemita y favorable al Eje, el 1 de junio de 1940, siendo recibida esta noticia con gran aprobación de Alemania e Italia.

## Al frente del gobierno

### Ante la victoria alemana
Tras la victoria alemana sobre Francia en mayo de 1940 el rey Carol II decidió abandonar la posición de neutralidad del país y alinearse claramente con Alemania, que en esas fechas parecía cercana a una victoria total en la guerra. El ultimátum soviético del 26 de junio de 1940 que obligó a Rumanía a evacuar Besarabia y el norte de Bucovina ante la falta de respaldo alemán convenció al rey de la necesidad de renunciar a la garantía territorial anglo-francesa y tratar de acercarse al Eje, habida cuenta que con Francia vencida y con Gran Bretaña bajo grave amenaza de invasión alemana, convenía a Rumanía abandonar la política francófila seguida hasta entonces por la élite política rumana, sobre todo ante el temor de reclamaciones territoriales de Hungría o la URSS.
A la vez, se realizó una teórica reconciliación entre el monarca y la Guardia de Hierro, principal organización fascista del país. Muestra del intento del rey Carol de congraciarse con el Eje fue la formación de un nuevo gobierno favorable a los alemanes encabezado por Gigurtu (4 de julio de 1940).

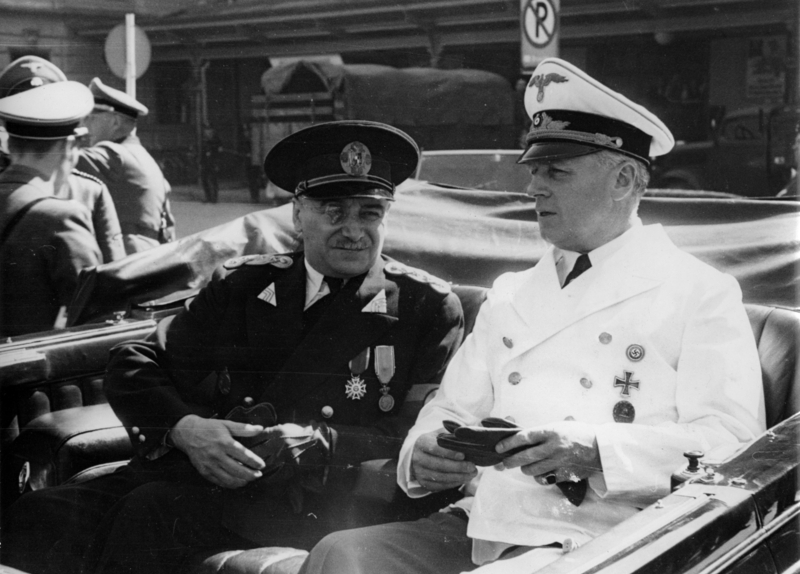
Gigurtu (izquierda) en Salzburgo junto al ministro de Asuntos Exteriores alemán Von Ribbentrop, en julio de 1940.

### Política antisemita
El gobierno de Gigurtu fue el primero de Rumanía que incluyó a miembros de la Guardia de Hierro (liderada por el proalemán Horia Sima), y que propuso legislación antisemita inspirada en las Leyes de Núremberg alemanas, que retiraban los derechos civiles y políticos a los judíos (9 de agosto de 1940). De acuerdo a estas leyes, los judíos de Rumanía quedaban divididos en 3 categorías: la primera abarcaba a los naturalizados después del 30 de diciembre de 1918, la segunda a los naturalizados antes de esa fecha y los que habían combatido en el ejército rumano y sus descendientes; y la tercera comprendía al resto.
A partir de la promulgación de la ley los judíos residentes en Rumanía no podían ser oficiales del ejército (aunque los de la segunda categoría podían ser soldados) y los de las categoría primera y tercera estaban prohibidos de ejercer como funcionarios públicos, abogados, o notarios, prohibidos de comerciar en alcohol, además de no permitírseles comerciar en las zonas rurales de Rumanía. No podían además gestionar cines, editar libros, periódicos o revistas rumanas, ni pertenecer a asociaciones deportivas, entre otras restricciones.
Se consideraba judía a la persona que cumpliese una de las siguientes condiciones:
1. Que profesase la ley de Moisés.
2. Que fuese hijo de dos personas que profesasen la ley de Moisés.
3. Cristianos hijos de personas de la fe de Moisés que no hubiesen sido bautizados.
4. Cristianos hijos de madre cristiana y padre judío no bautizado.
5. Hijos de un matrimonio en el que la madre fuese de fe hebrea.
6. Las mujeres de cualquiera de las categorías anteriores que estuviesen casadas con un cristiano si se habían convertido al cristianismo recientemente.
7. Los ateos que pudiesen ser considerados de origen judío (apóstatas).

### Acercamiento a Alemania y negociaciones territoriales

Pérdidas territoriales del verano de 1940. La pérdida del sur de Dobruja y del norte de Transilvania forzaron la abdicación del rey y la caída del gobierno de Gigurtu en septiembre.

Además de su legislación contra los judíos su gobierno se caracterizó por el intento del rey de estrechar lazos económicos y políticos con Alemania para evitar las ambiciones territoriales de Bulgaria, Hungría y, sobre todo, de la Unión Soviética, con escaso éxito dada la condición de Hitler de que los rumanos negociasen con búlgaros y húngaros, y la reticencia de Rumanía a ceder territorio. A pesar de haber decidido ya el 6 de julio de 1940 establecer dichas conversaciones con Hungría, la ilusión de que Alemania respaldaría la posición rumana y su disposición a contemplar únicamente un intercambio de población acompañado de cambios territoriales mínimos hicieron que las negociaciones no comenzasen hasta mediados de agosto y se empantanasen a los pocos días.
El 26 de julio de 1940 Gigurtu y su ministro de Asuntos Exteriores habían acudido a ver a Hitler y a explicarle la postura rumana, a la vez que solicitaban formalmente una garantía de las fronteras rumanas. Hitler, en principio comprensivo con el intento rumano de resolver la disputa mediante un intercambio de población pero opuesto a otorgar por anticipado una garantía territorial a los rumanos, se negó a mediar entre los dos países, prefiriendo las negociaciones directas húngaro-rumanas. Solo tras el claro fracaso de las reuniones bilaterales a finales de agosto, el aumento de la tensión militar entre las dos naciones y el aparente apoyo soviético a los magiares que le hizo temer una posible invasión de Rumanía y la interrupción del suministro de petróleo al Reich, hizo cambiar de opinión a Hitler, dejando que el ministro de Asuntos Exteriores Joachim von Ribbentrop y su colega italiano Ciano impusieran la división territorial de Transilvania sellada en el Segundo arbitraje de Viena celebrado el 30 de agosto de 1940 donde Hungría obtuvo un gran territorio transilvano a expensas de Rumanía, marcando así el fracaso de la reciente política exterior progermana de Gigurtu y Carol II.
Por otro lado, las negociaciones con los búlgaros sobre la devolución del sur de la Dobruya tampoco fueron sencillas. Comunicado el deseo de Hitler de su restitución a Bulgaria poco después del final de la visita de Gigurtu en Alemania (31 de julio de 1940), los rumanos se mostraron reacios a ceder Silistra y el puerto de Balchik, algo inaceptable para los búlgaros, seguros de contar con el apoyo alemán. Las negociaciones, que finalizaron con los Acuerdos de Craiova, se extendieron tras la caída del gobierno de Gigurtu en septiembre.

### Caída del gobierno y últimos años
El gobierno de Gigurtu llegó a su fin cuando el 6 de setiembre se emitió la abdicación del rey Carol II tras la crisis política causada por el resultado del Segundo arbitraje de Viena por el que Rumanía devolvía un tercio de Transilvania a Hungría. Tal conclusión, respaldada por Alemania e Italia, causó disturbios callejeros en Bucarest y otras ciudades, además de desacreditar por completo a la dictadura real de Carol II ante sus súbditos. Tras ello Gigurtu abandonó la política activa, siendo reemplazado en la jefatura del gobierno por el general Ion Antonescu.
Después del golpe de Estado de agosto de 1944, Gigurtu fue mantenido en arresto domiciliario por las nuevas autoridades antialemanas; en enero de 1945 fue procesado por haber apoyado la pérdida territorial del Segundo Arbitraje de Viena pero en junio de 1946 fue liberado. Aún alejado de los negocios y la política para evitar represalias de los comunistas rumanos apoyados por la Unión Soviética, Gigurtu fue arrestado y liberado intermitentemente por dos años. Tras la toma del poder en 1948 por el Partido Comunista Rumano, Gigurtu fue arrestado y juzgado por la represión contra los comunistas durante su breve gobierno y por "actividades contra la clase proletaria", siendo condenado a quince años de prisión y recluido en la prisión de Sighet, donde murió ya enfermo en 1959. Su esposa también fue arrestada y pasó tiempo encarcelada.